# Franciszek Chytry
Franciszek Chytry (ur. 6 października 1887 w Kobylinie, zm. 16 stycznia 1966) – polski brat pallotyński, redaktor pism katolickich.
Był z zawodu mistrzem stolarskim. Do Pobożnego Stowarzyszenia Misyjnego (dawna nazwa pallotynów) wstąpił 26 czerwca 1912, a 13 listopada 1912 otrzymał w Jajkowcach sutannę Stowarzyszenia z rąk ks. Alojzego Hübnera. Dwa lata później złożył pierwszą profesję na ręce ks. Alojzego Majewskiego, profesję wieczystą złożył 18 października 1922.
Już jako brat pallotyński w czerwcu 1915 został powołany do wojska pruskiego. Po zakończeniu I wojny światowej pracował przez krótki czas w Niemczech (w Oberhausen), by w październiku 1919 powrócić do domu w Wadowicach. Tutaj pracował jako furtian, powierzono mu także obowiązki pomocnika ks. Majewskiego w pracy redakcyjnej i kolportażowej przy czasopiśmie "Królowa Apostołów". 
W 1927, kiedy Polska Regia wydzierżawiła drukarnię archidiecezjalną w Warszawie, brat Chytry został przeniesiony do pracy w wydawnictwie pallotyńskim w stolicy. Zajmował się głównie redakcją miesięcznika dla dzieci "Mały Apostoł", współpracując kolejno z ks. Majewskim, ks. Wojciechem Turowskim (1933-1934) i wreszcie z ks. Tomaszem Mąciorem (1934-1939). Przy osobie A. Majewskiego spełniał role bardziej pomocnicze, od 1933 redagował pismo samodzielnie, a wymienieni księża występowali raczej formalnie w charakterze współredaktorów. Chytry publikował m.in. w "Małym Apostole" popularny cykl artykułów Gawędy Starego Ambrożego. Współredagował również inne pisma pallotyńskie - "Królową Apostołów" i "Posiew" (m.in. z ks. Franciszkiem Paulińskim).
Dom pallotyński na Krakowskim Przedmieściu w Warszawie uległ zniszczeniu w czasie bombardowań Warszawy we wrześniu 1939; Chytry został wówczas skierowany do Ołtarzewa, gdzie pozostawał do 1941 i pracował jako stolarz. Te same zajęcia wykonywał następnie w zakładzie Sióstr Rodziny Maryi w Płudach. Po wojnie pracował ponownie w Ołtarzewie, następnie w Częstochowie, Ząbkowicach Śląskich i Kielcach.
Był pierwszym polskim bratem pallotyńskim, który obchodził jubileusz 50-lecia profesji. Zmarł w wieku 78 lat w styczniu 1966 i pochowany został w Wadowicach.